# Carabodes ornatus
Carabodes ornatus är en kvalsterart som beskrevs av Storkán 1925. Carabodes ornatus ingår i släktet Carabodes och familjen Carabodidae. Inga underarter finns listade.